# Coupray
Coupray är en kommun i departementet Haute-Marne i regionen Grand Est (tidigare regionen Champagne-Ardenne) i nordöstra Frankrike. Kommunen ligger i kantonen Arc-en-Barrois som tillhör arrondissementet Chaumont. År 2022 hade Coupray 169 invånare.

## Befolkningsutveckling
Antalet invånare i kommunen Coupray
| Referens: INSEE |